# Thaís Pacholek
Thaís Felipe Pacholek Belucci (Curitiba, 20 de dezembro de 1983) é uma atriz e ex-modelo brasileira mais conhecida por interpretar Andréia no remake da telenovela Chiquititas. 

## Biografia
Pelo fato de ter sido Miss Curitiba em 2005, a atriz foi concorrente direta de uma outra atriz no concurso de Miss Paraná: Grazi Massafera. Esta última, porém, ganhou o concurso estadual representando a cidade de Jacarezinho. Foi a representante brasileira no concurso Miss Caraibes Hibiscus em 2001, aonde não figurou no Top 3. Casou-se em 2014 com o cantor sertanejo Belutti  da dupla Marcos & Belutti em setembro de 2015 revelou estar esperando seu primeiro filho, um menino no dia 17 de abril de 2016 nasce Luís Miguel Pacholek Belucci..

## Carreira
Sua estreia na TV foi em 2006 na telenovela da TV Globo, Cobras & Lagartos, onde interpretou Katiele, uma das vendedoras da loja Luxus, mas sua personagem não teve destaque na trama. No ano de 2007, foi contratada pelo SBT, para protagonizar ao lado de Lisandra Parede, Cacau Melo e Karla Tenório a novela Amigas & Rivais. Nesta novela, deu vida a uma garota muito desorientada, alcoólatra e drogada. Em 2008 integrou o elenco da novela Revelação, na pele da vilã sórdida Beatriz. No ano seguinte foi a co-protagonista da novela Vende-se um véu de noiva, uma adaptação do texto de Janete Clair, interpretando Maria Célia Baronese na primeira fase e Renata Baronese na segunda fase da trama. Fez parte do elenco oficial do Programa Silvio Santos desde 2009, em que participa do quadro Jogo dos Pontinhos, com os colegas de trabalho; Luiz Henrique (Mamma Bruschetta), Alexandre Porpetone (Cabrito Tevez), Lívia Andrade e Carlinhos Aguiar E as vezes no quadro Jogo das Três Pistas, e saiu, no começo de 2011, em razão das gravações da novela escrita por Tiago Santiago Amor e Revolução.
Em 2011 fez parte do elenco de Amor e Revolução, no SBT, onde interpretou Miriam. Inicialmente, na trama de Tiago Santiago, Thaís seria a grande vilã, mas o autor mudou o rumo da personagem, e ela foi a coprotagonista da trama, mas Tiago decidiu mais uma vez mudar o rumo da personagem e ela voltou a ser a vilã feminina principal da trama. Tinha contrato com o SBT desde 2007, ficando na emissora até 2011. Em 2012 foi contratada pela Rede Record e anunciada como integrante do elenco de Balacobaco, novela de Gisele Joras, na qual irá interpreta Mirela Jordão, uma arquiteta amiga de Isabel vivida pela atriz Juliana Silveira. Em 2014 volta ao SBT, interpretando a vilã falsa e dissimulada Andréia, na telenovela Chiquititas. Em 2017, assina novamente com a Record TV, e retorna as novelas em Apocalipse, onde interpreta Monique.

## Filmografia

### Televisão
| Ano  | Título                   | Personagem               | Nota                        |
| ---- | ------------------------ | ------------------------ | --------------------------- |
| 2004 | Malhação                 | Garota                   | Participação Especial       |
| 2006 | Cobras & Lagartos        | Katiele                  | Episódio: "1 de junho"      |
| 2006 | Pé na Jaca               | Gata                     | Episódio: "20 de novembro"  |
| 2007 | A Turma do Didi          | Vários personagens       | Temporada 10                |
| 2007 | Amigas e Rivais          | Helena Delaor Torres     | Protagonista                |
| 2008 | Revelação                | Beatriz Castelli         | Antagonista                 |
| 2009 | Vende-se um Véu de Noiva | Maria Célia Baronese     | Co-protagonista             |
| 2011 | Amor e Revolução         | Miriam Santos            | Antagonista                 |
| 2012 | Balacobaco               | Mirela Jordão            | Coadjuvante                 |
| 2014 | (Des)encontros           | Patrícia Vilares         | Episódio: "Patrícia e Luís" |
| 2014 | Chiquititas              | Andréia Casteli Nogueira | Antagonista                 |
| 2017 | Apocalipse               | Monique Filadélfia       | Coadjuvante                 |
| 2021 | Bake Off Celebridades    | Participante             | Temporada 1                 |
| 2022 | Reis                     | Marílis                  | Fase: A Decepção            |
| 2025 | A Caverna Encantada      | Talita                   | Episódio: "28 de janeiro"   |

### Cinema
| Ano  | Título              | Personagem  | Nota           |
| ---- | ------------------- | ----------- | -------------- |
| 2007 | Brasil Doce Lar     | Evelyn Beck | Curta-metragem |
| 2018 | Coração de Cowboy   | Marcelle    |                |
| 2018 | Dona Beija: O Filme | Dona Beija  |                |
| 2020 | Te Amo pra Sempre   | Fernanda    | Curta-metragem |
| 2021 | Pérola do Atlântico | Elisa       | Curta-metragem |
| 2022 | Sistema Bruto       | Maggie      | [ 17 ]         |